# Robert Bouthillier
Robert Bouthillier, né en 1952 à Chicoutimi, est un ethnologue, folkloriste, musicologue, chanteur, collecteur de chants francophones et spécialiste des chants traditionnels ainsi que du patrimoine oral québécois et normand. Il vit en Bretagne.

## Biographie

### Formation
Robert Bouthillier est né en 1952 à Chicoutimi au Québec. Son intérêt pour le chant traditionnel commence à la fin des années 1960, pendant ses années au Cégep. Cet intérêt devient plus prononcé lorsqu’il entend la voix du chanteur Benoît Benoît sur un disque 33 tours des Archives de folklore de l’Université Laval (AFEUL). Il entreprend ensuite des études à l’Université Laval où il obtient un diplôme de baccalauréat en Journalisme et information (1974), puis une Maîtrise en Art en histoire (programme Arts et traditions populaires, 1976).

### Collecte ethnographique
Robert Bouthillier s’intéresse à l’ensemble du chant francophone issu des migrations entre l’Europe et l’Amérique depuis le XVIIe siècle. Il réalise des collectes de chansons au Québec, en Acadie et en France auprès de porteurs de cette tradition orale. Son travail de collecte plus important se passe surtout auprès des Acadiens du nord du Nouveau-Brunswick.
Avec Vivian Labrie, une ethnographe québécoise, il collecte un grand nombre de chants dans la péninsule acadienne (autour de Tracadie). Cette démarche, menée entre 1974 et 1979, constitue le corpus principal de son travail en tant que collecteur. L’équipe Bouthillier-Labrie accumule près de 4 500 pièces, dont plus de 3 000 chansons et 500 contes. La collection nommée Labrie-Bouthillier est actuellement déposée et accessible aux Archives de Folklore de l’Université Laval.

### Parcours professionnel
De 1978 à 1984, Robert Bouthillier est professeur au programme d'arts et traditions populaires de l'Université Laval.
Entre 1987 et 1997, il occupe le poste de coordonnateur de l’association bretonne Dastum (un mot breton pour collectage). C’est principalement dans la région de la Haute-Bretagne qu’il participe à la relance et à l’animation de la collecte ethnographique directe.
De 2005 à 2009, il est directeur général du Conseil québécois du patrimoine vivant.
Depuis 2020, Bouthillier travaille avec l’association La Loure au sein du groupe Joli Gris Jaune qui met en avant le cousinage musical entre la France et l’Amérique du Nord depuis le XVIIe siècle.
Il est reconnu comme un des plus grands spécialistes du chant traditionnel francophone.

### Prix
En 2017, Robert Bouthillier remporte le prix Mnémo pour son double disque de chant traditionnel Temporel/Intemporel.

## Discographie
- Avec Serre L’Écoute (qu'il produit avec sa fille Gabrielle Bouthillier et Liette Remon):
  - 2002 Chansons des bords du Saint-Laurent
  - 2006 Fortunes et Perditions
  - 2009 Buveurs Philosophes
  - 2013 Le Parnasse des cœurs d’amour épris

- 2011Trio Cithel, avec le trio Cithel
- 2017 Temporel / Intemporel
- 2022 La Longue Errance, avec Joli Gris Jaune